# Torre Chocavento
Torre Chocavento – wieżowiec w Limie. Został zaprojektowany przez architekta Diego Sanchez Galvez. Budowę ukończono w 2001 roku. Konstrukcja kosztowała 15,4 mln USD.